# Bertold Mathias Reinartz

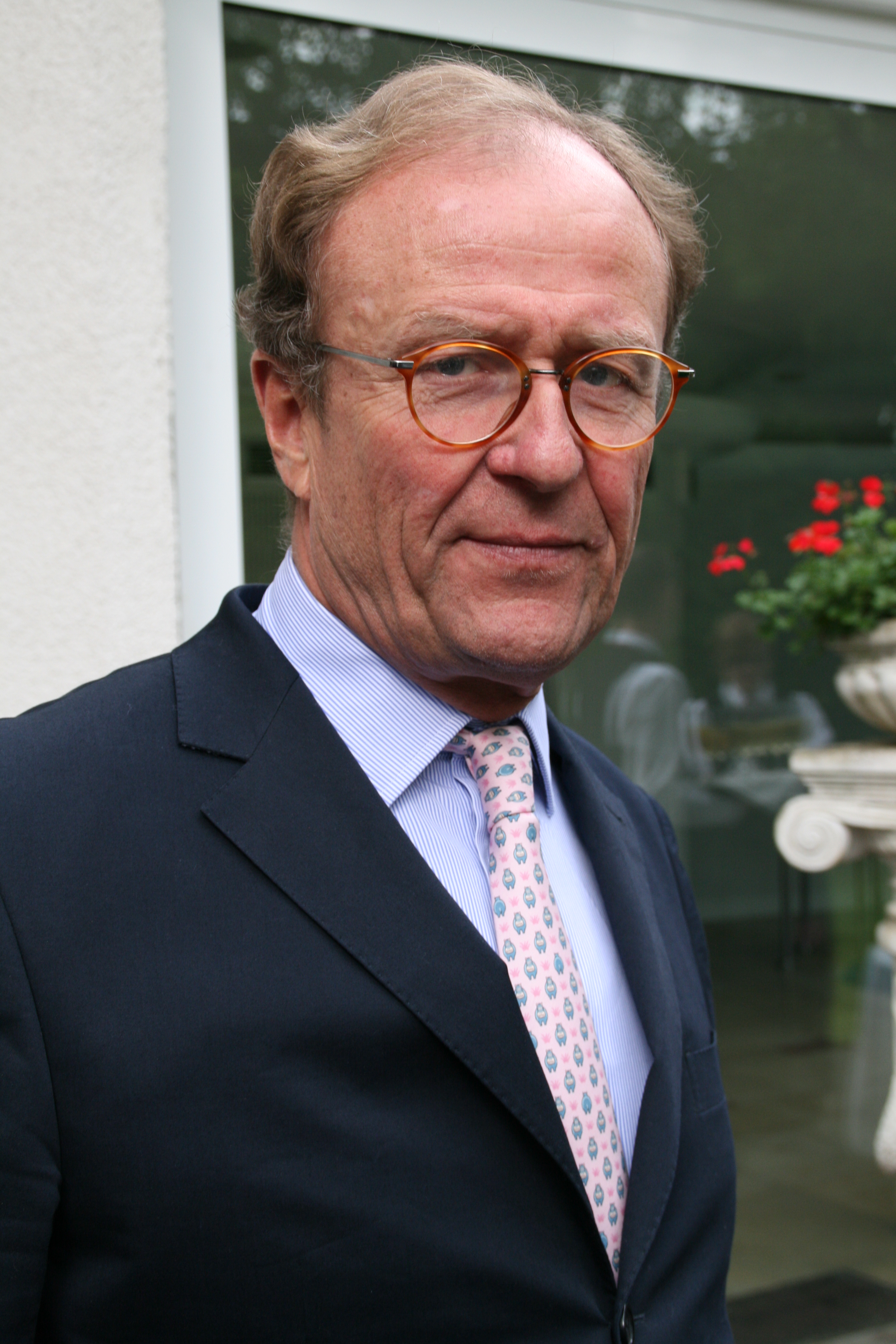
Bertold Mathias Reinartz (2012)

Bertold Mathias Reinartz (* 7. Februar 1946 in Neuss) ist ein deutscher Jurist und Politiker (CDU).

## Leben
Nach dem Abitur am Neusser Quirinus-Gymnasium nahm Reinartz 1965 das Studium der Rechtswissenschaften an der Universität zu Köln auf. Das Studium setzte er in Freiburg an der Albert-Ludwigs-Universität fort. Seit 1965 ist er Mitglied der katholischen Studentenverbindung KDStV Hercynia Freiburg im Breisgau im CV. 1966 wechselte er nach Bonn, wo er zusätzlich ei Studium der Politischen Wissenschaften aufnahm. Nach dem 1. juristischen Staatsexamen in Bonn wurde er im Jahre 1971 zum Dr. iur. utr. an der Universität zu Köln promoviert mit einer Arbeit über die Städtebauliche Erneuerung und Entwicklung und Steuerrecht unter besonderer Berücksichtigung der Entwürfe zum Städtebauförderungsgesetz. 1979 wurde er zum Notar in Neuss ernannt.
1984 wurde er in den Stadtrat von Neuss und 1987 zum letzten ehrenamtlichen Bürgermeister der Stadt Neuss gewählt. Dieses Amt übte er bis 1998 aus. Er gehörte dem Deutschen Bundestag in der 12. und 13. Wahlperiode an. Er wurde jeweils im Wahlkreis Neuss I als Abgeordneter für Neuss und Dormagen in den Deutschen Bundestag direkt gewählt. Mit dem Umzug des Bundestages nach Berlin gab er seine politische Tätigkeit als Abgeordneter auf.
Reinartz wechselte 2003 als Notar nach Köln. Dort erhielt er 2004 einen Lehrauftrag für das Forschungsinstitut für Politische Wissenschaft und Europäische Fragen der Universität zu Köln, den er mehrere Jahre wahrnahm. In dieser Zeit wurde er zum Vorsitzenden der Gesellschaft zur Förderung des Forschungsinstituts für Politische Wissenschaft und Europäische Fragen e. V. gewählt. Reinartz war auch im Stadtsportbund der Stadt Köln ehrenamtlich tätig, zu dessen Präsident er 2004 gewählt wurde. 2010 wechselte er als Notar nach Düsseldorf. Dort war er bis zu seinem altersbedingten Ausscheiden im Jahr 2016 tätig. Im Neusser Schützenwesen in Neuss wurde Reinartz – seit 1965 aktiver Schütze – 1989 in das Komitee gewählt. Im Jahr 2000 wurde er zum Präsidenten des Vereins gewählt. Nach seinem Ausscheiden aus dem Komitee wählten die Neusser Schützen ihn zum Ehrenmitglied. Ab 1997 übernahm Reinartz als ehrenamtlicher Vorsitzender des
Vorstandes des Trägervereins für 20 Jahre Verantwortung für das Rheinische Landestheater in Neuss. Diese Aufgabe gab er 2017 aus Altersgründen auf und ist seither Ehrenvorsitzender des Trägervereins.

## Schriften
- Städtebauliche Erneuerung und Entwicklung und Steuerrecht unter besonderer Berücksichtigung der Entwürfe zum Städtebauförderungsgesetz. (Diss.) Köln 1971.